# スチビニン
スチビニン(Stibinin)またはスチバベンゼン(Stibabenzene)は、化学式C5H5Sbの有機化合物である。ベンゼンの誘導体で、炭素原子1つがアンチモン原子に置き換わっている。有機アンチモン化合物の1つである。

## 合成
スチビニンの合成は、3段階で行うことができる。最終生成物は、かなり不安定だが単離できる。最初の段階は、ペンタ-1,4-ジインをジブチルスタナンで処理し、下記のような反応を起こす。
{\displaystyle {\ce {C5H4 + Bu2SnH2 -> C13H24Sn}}}
第2段階では、第1段階の生成物である1,1-ジブチル-1,4-ジヒドロスタニンを三塩化アンチモンで処理し、1-クロロ-1-スチバシクロヘキサ-2,5-ジエンを生成する。
{\displaystyle {\ce {C13H24Sn + SbCl3 -> C5H6SbCl}}}
最終段階では、1-クロロ-1-スチバシクロヘキサ-2,5-ジエンを[[1,5-ジアザビシクロ[4.3.0]ノン-5-エン]](DBN)等の塩基で処理し、スチビニンを得る。
{\displaystyle {\ce {C5H6SbCl + DBN -> C5H6Sb}}}

## 類似の化合物
ベンゼンの1つの炭素原子を15族元素で置き換えた誘導体も、スチビニンの合成と似た合成経路で合成することが可能である。1,1-ジブチル-1,4-ジヒドロスタニンと三塩化ヒ素、三臭化リン、三塩化ビスマスの反応で、各々アルサベンゼン、ホスファベンゼン、1-クロロ-1-ビスマシクロヘキサ-2,5-ジエンが生成する。1-クロロ-1-ビスマシクロヘキサ-2,5-ジエンをDBN等の塩基で処理すると、ビスマベンゼンが得られる。

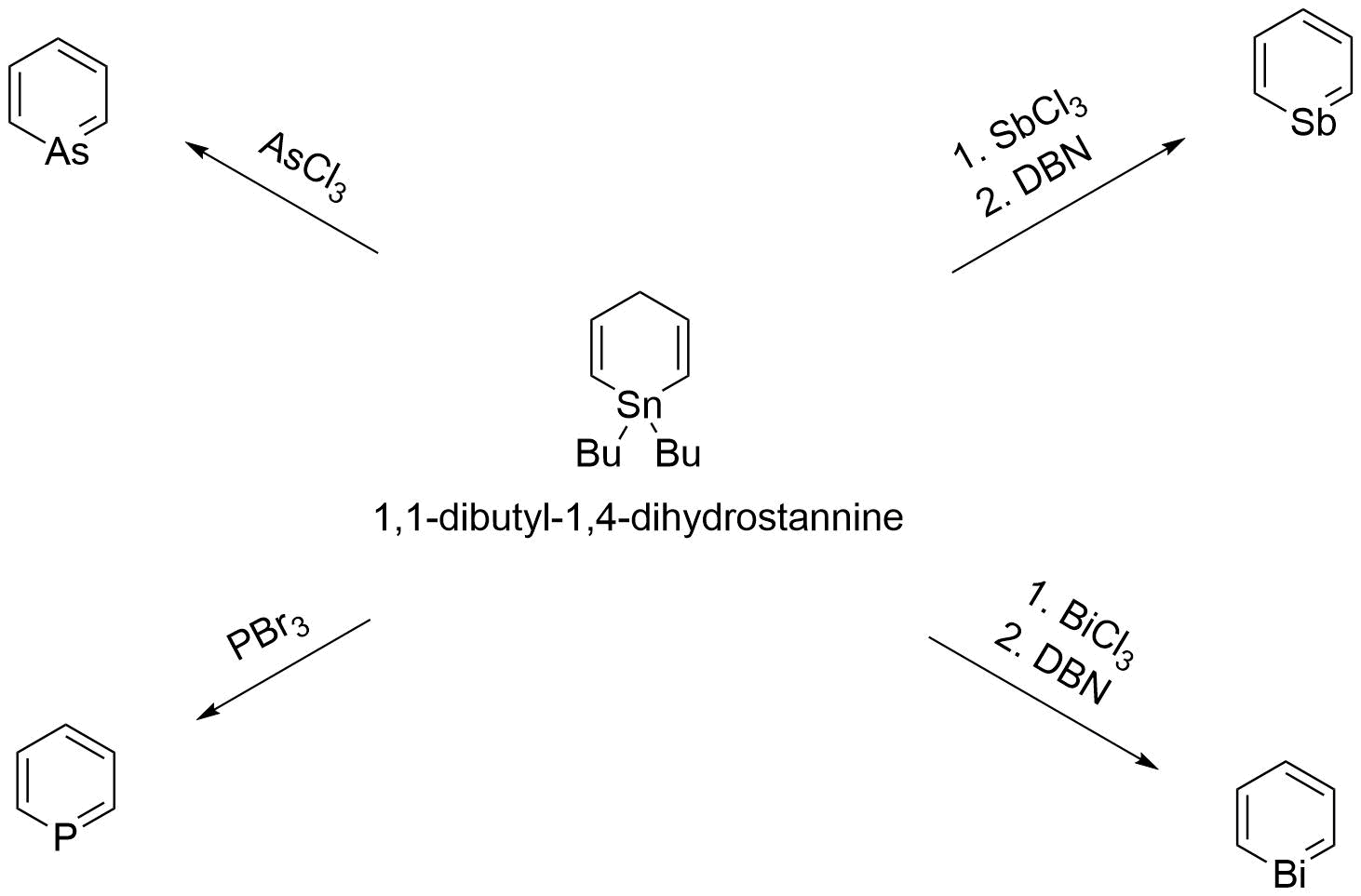
1,1-ジブチル-1,4-ジヒドロスタニンからアルサベンゼン、ホスファベンゼン、ビスマベンゼン、スチバベンゼンの合成経路